# Deian Sorescu
Deian Cristian Sorescu (Újmoldova, 1997. augusztus 29. –) román válogatott labdarúgó, a FCSB középpályása kölcsönben a lengyel Raków Częstochowa csapatától. 

## Pályafutása

### Klubcsapatokban
A Krassó-Szörény megyei Újmoldova városában született, és a helyi csapatban, a Dunărea Moldova Nouăban kezdte pályafutását. Tízévesen a temesvári Politehnica akadémiájára került. Az FC Politehnica feloszlatása után 2012-ben az újonnan alapított Poli Timișoara játékosa lett. 2014-ben, tizenhat éves korában kölcsönadták a harmadosztályban szereplő Millenium Giarmatának.
2015. május 30-án mutatkozott be az akkor másodosztályú Politehnica felnőtt csapatában, egy Olimpia Satu Mare elleni 1–1-es döntetlen alkalmával. Ebben és a következő szezonban kiegészítő embernek számított csapatában, összesen nyolc bajnokin kapott játéklehetőséget.
2017 elején a város másik csapatához, az eredeti FC Politehnica feloszlatása után létrejött Politehnica Timișoara együtteséhez igazolt. A 2017–2018-as szezonban alapembere volt a csapatnak, 34 bajnokin tizennégy alkalommal volt eredményes, főként szélső középpályásként szerepelve csapatában. 
2018. április 27-én a Dinamo București négyéves szerződést kötött Sorescuval. 2018. július 22-én mutatkozott be a fővárosi csapatban, és egyből győztes gólt szerzett a Voluntari elleni 2–1-es hazai siker alkalmával. Az ezt követő két szezonban csapata házi gólkirálya volt, minden tétmérkőzést figyelembe véve tizenegy, illetve nyolc alkalommal talált az ellenfelek kapujába. A 2020–2021-es idény végén a szezon legjobb csapatába is beválasztották.
2021 nyarán román sajtóhírek szerint a lengyel Legia Varsó mellett érdeklődött utána a Fehérvár és a Puskás Akadémia is. A 2021–2022-es román bajnokság első fordulójában mesterhármast ért el a Voluntari ellen 3-2-re megnyert mérkőzésen.
2022. január 19-én 3 és fél éves szerződést kötött a Raków Częstochowa együttesével.
2024. augusztus 10-én fél év kölcsön után végleg aláírt a török Gaziantep FK együtteséhez.

### A válogatottban
A román felnőtt válogatottban 2021. június 2-án mutatkozott be egy Grúzia elleni felkészülési mérkőzésen. A 2-1-re megnyert mérkőzésen ő adta a győztes gól előtti passzt Andrei Ivannak. Négy nappal később Sorescu újból a kezdőcsapat tagjaként lépett pályára a nemzeti csapatban és az Anglia elleni találkozót követően a Gazeta Sporturilor című sportnapilap a mezőny legjobbjának választotta. A román válogatott színeiben részt vett a 2024-es labdarúgó-Európa-bajnokságon, ahol két mérkőzésen lépett pályára, mindkétszer csereként.

## Statisztika

### Klubcsapatokban
2023. február 12. szerint.
| Klub                            | Szezon   | Osztály     | Bajnokság | Bajnokság | Kupa és Ligakupa | Kupa és Ligakupa | Nemzetközi | Nemzetközi | Összesen | Összesen |
| Klub                            | Szezon   | Osztály     | Meccs     | Gól       | Meccs            | Gól              | Meccs      | Gól        | Meccs    | Gól      |
| ------------------------------- | -------- | ----------- | --------- | --------- | ---------------- | ---------------- | ---------- | ---------- | -------- | -------- |
| Poli Timișoara                  | 2014–15  | Liga I      | 1         | 0         | 0                | 0                | —          | —          | 1        | 0        |
| Poli Timișoara                  | 2015–16  | Liga I      | 2         | 1         | 1                | 0                | —          | —          | 3        | 1        |
| Poli Timișoara                  | 2016–17  | Liga I      | 5         | 0         | 1                | 0                | —          | —          | 6        | 0        |
| Poli Timișoara                  | Összesen | Összesen    | 8         | 1         | 2                | 0                | 0          | 0          | 10       | 1        |
| Millenium Giarmata (kölcsönben) | 2014–15  | Liga III    | 12        | 1         | 0                | 0                | —          | —          | 12       | 1        |
| Politehnica Timișoara           | 2016–17  | Liga II     | 4         | 0         | 0                | 0                | —          | —          | 4        | 0        |
| Politehnica Timișoara           | 2017–18  | Liga II     | 34        | 14        | 1                | 0                | —          | —          | 35       | 14       |
| Politehnica Timișoara           | Összesen | Összesen    | 38        | 14        | 1                | 0                | 0          | 0          | 39       | 14       |
| Dinamo București                | 2018–19  | Liga I      | 35        | 2         | 1                | 0                | —          | —          | 36       | 2        |
| Dinamo București                | 2019–20  | Liga I      | 32        | 10        | 5                | 1                | —          | —          | 37       | 11       |
| Dinamo București                | 2020–21  | Liga I      | 37        | 7         | 5                | 1                | —          | —          | 42       | 8        |
| Dinamo București                | 2021–22  | Liga I      | 19        | 8         | 1                | 0                | —          | —          | 20       | 8        |
| Dinamo București                | Összesen | Összesen    | 123       | 27        | 12               | 2                | 0          | 0          | 135      | 29       |
| Raków Częstochowa               | 2021–22  | Ekstraklasa | 9         | 1         | 3                | 0                | —          | —          | 12       | 1        |
| Raków Częstochowa               | 2022–23  | Ekstraklasa | 11        | 2         | 2                | 0                | 2          | 0          | 15       | 2        |
| Raków Częstochowa               | Összesen | Összesen    | 20        | 3         | 5                | 0                | 2          | 0          | 27       | 3        |
| FCSB (kölcsönben)               | 2022–23  | Liga I      | 4         | 0         | 0                | 0                | —          | —          | 4        | 0        |
| Összesen                        | Összesen | Összesen    | 205       | 46        | 20               | 2                | 2          | 0          | 227      | 48       |

### A válogatottban
2022. szeptember 26. szerint.
| Válogatott | Év       | Pályára lépés | Gól |
| ---------- | -------- | ------------- | --- |
| Románia    |          |               |     |
| 2021       | 5        | 0             |     |
| 2022       | 4        | 0             |     |
| Összesen   | Összesen | 9             | 0   |

## Sikerei, díjai
Raków Częstochowa
- Lengyel Kupa
  - Győztes (1): 2021–22

Egyéni
- Liga I
  - A szezon csapatának tagja: 2020–21[5]